# میمون باتلاقی آلن
میمون باتلاقی آلن(نام علمی: Allenopithecus nigroviridis) نام یک گونه از تیره میمون بر قدیم است.